# Filippo Lippi et Lucrezia Buti
Pour les articles homonymes, voir Buti (homonymie).
Filippo Lippi et Lucrezia Buti est un tableau peint par Gabriele Castagnola en 1871.
En 2014, il est prêté au Musée des beaux-arts de Lyon dans le cadre de l'exposition L'invention du Passé. Histoires de cœur et d'épée 1802-1850.